# Florianópolis
Florianópolis, amtlich portugiesisch Município de Florianópolis, Kosename Floripa, ist die Hauptstadt des brasilianischen Bundesstaats Santa Catarina. Der Hauptteil (97,3 %) mit dem Stadtzentrum liegt auf der vollständig zur Stadt (Município) gehörenden Insel Santa Catarina.
Florianópolis hatte bei der Volkszählung 2010 rund 421.000 Einwohner, die Bevölkerungszahl wurde zum 1. Juli 2021 auf 516.524 Einwohner anwachsend geschätzt. Sie ist wichtigste Stadt der Metropolregion Florianópolis (portugiesisch Região Metropolitana de Florianópolis) mit rund 860.000 Einwohnern. Die Stadt wurde 1726 als Vila gegründet.

## Namensgebung und Geschichte
Von den Ureinwohnern, den Carijó-Indianern, wurde die Stadt „Meiembipe“ genannt. Um 1514 landeten die Portugiesen hier und nannten die Insel Ilha dos Patos, 1526 dann Ilha de Santa Catarina. Mit Eintreffen der ersten portugiesischen Siedler unter Francisco Dias Velho wurde der Ort 1673 in „Nossa Senhora do Desterro“ oder vereinfacht „Desterro“ umbenannt.  Die eigentliche Stadt wurde 1726 als Vila gegründet. Zwischen 1747 und 1756 kamen ca. 6000 Siedler von den Azoren und von Madeira nach Desterro. Die Stadt wurde auch in der Folge vor allem von azoranischen Einwanderern geprägt und 1823 Hauptstadt der Provinz Santa Catarina und des späteren brasilianischen Bundesstaats Santa Catarina. Während der Revolução Federalista war die Stadt 1893 kurzzeitig Sitz der Revolutionäre. Nach deren Niederlage wurde die Stadt 1894 in Anlehnung an griechisch Polis (Stadt) nach Floriano Vieira Peixoto benannt, seinerzeit Präsident der noch jungen Republik Brasilien von 1891 bis 1894. Heute wächst die Stadt vor allem auf Grund anhaltender Landflucht und innerbrasilianischer Migrationsprozesse.

## Stadtgliederung
Der Hauptteil der Stadt (97,3 %) mit dem Stadtzentrum liegt auf der Ilha de Santa Catarina, einer der Atlantikküste vorgelagerten Insel. Die restlichen Teile der Stadt befinden sich auf dem Festland. Die auf dem Festland liegenden Teile wurden im Jahr 1944 aus der Stadt São José umgegliedert.

### Distrikte
Die Ortschaft ist derzeit administrativ in zwölf Distrikte (portugiesisch distritos) unterteilt.
| - Barra da Lagoa - Cachoeira do Bom Jesus - Campeche - Canasvieiras - Ingleses do Rio Vermelho - Lagoa da Conceição | - Pântano do Sul - Ratones - Ribeirão da Ilha - Santo Antônio de Lisboa - São João do Rio Vermelho - Centro |

Elf der zwölf Distrikte befinden sich ausschließlich auf der Insel. Lediglich der Distrikt Centro, dessen Hauptteil allerdings selbst auf der Insel liegt, erstreckt sich auch auf das Festland.

## Wirtschaft und Infrastruktur

### Energie
Celesc ist ein Energieversorgungsbetrieb für den südlichen Teil von Santa Catarina. Das Unternehmen ist im Finanzindex IBOVESPA gelistet.

### Verkehr

#### Straßenverkehr
Im Raum Groß-Florianópolis verläuft in nord-südlicher Richtung die Bundesstraße (rodovia federal) BR-101, eine über 4500 Kilometer lange Hauptstraße Brasiliens. Etwa zwei Kilometer westlich der Stadtgrenze durchquert sie die Nachbarstädte Palhoça und São José. Von Westen aus dem Hinterland Santa Catarinas kommend kreuzt die BR-282 die BR-101 und bindet die Stadt an das überregionale Straßennetz an. Das Stadtgebiet selbst wird durch Staatsstraßen (rodovia estadual) des Bundesstaats Santa Catarina erschlossen. Dies sind die Straßen SC-401 bis SC-406. Sie befinden sich alle auf der Insel. Eine weitere Verbindung des Hinterlandes Santa Catarinas mit dem Großraum der Stadt ist die Staatsstraße SC-407, die in São José endet.
Die Insel ist durch drei Brücken mit dem Kontinent verbunden. Dies ist zum einen die unter Denkmalschutz stehende Hercílio-Luz-Brücke (portugiesisch Ponte Hercílio Luz). Die längste Hängebrücke Brasiliens wurde in der Zeit von 1922 bis 1926 erbaut und wird derzeit saniert. Der Abschluss der Arbeiten und die Wiederaufnahme des Verkehrs war von der Regierung für April 2018[veraltet] angekündigt worden, die bisherigen Sanierungskosten betrugen weit über 500 Millionen R$ in einer Zeit von 33 Jahren (Stand: 2015). Im März 2018 wurde als neuer Wiedereröffnungstermin der Dezember 2018 genannt, dabei ist es bisher nicht geklärt, ob die Brücke auch für Lastenverkehr zugelassen wird.
Wenige hundert Meter weiter südlich befinden sich die beiden anderen Brücken (beide BR-282). Dies sind die in geringem Abstand parallel zueinander liegenden Colombo-Salles-Brücke und die Pedro-Ivo-Campos-Brücke. Über die beiden Brücken wird der gesamte motorisierte Verkehr jeweils im vierspurigen Einrichtungsverkehr abgewickelt.

#### Luftverkehr
Der Ort verfügt über einen internationalen Flughafen, den Aeroporto Hercílio Luz (IATA-Kürzel FLN). Von ihm aus gibt es Verbindungen in die süd- und südostbrasilianischen Metropolen (v. a. nach São Paulo und Porto Alegre), zu den Flughäfen Südbrasiliens, in das benachbarte Ausland Argentinien (Buenos Aires) und Uruguay (Montevideo) sowie ab September 2024 nach Portugal (Lissabon).

### Tourismus

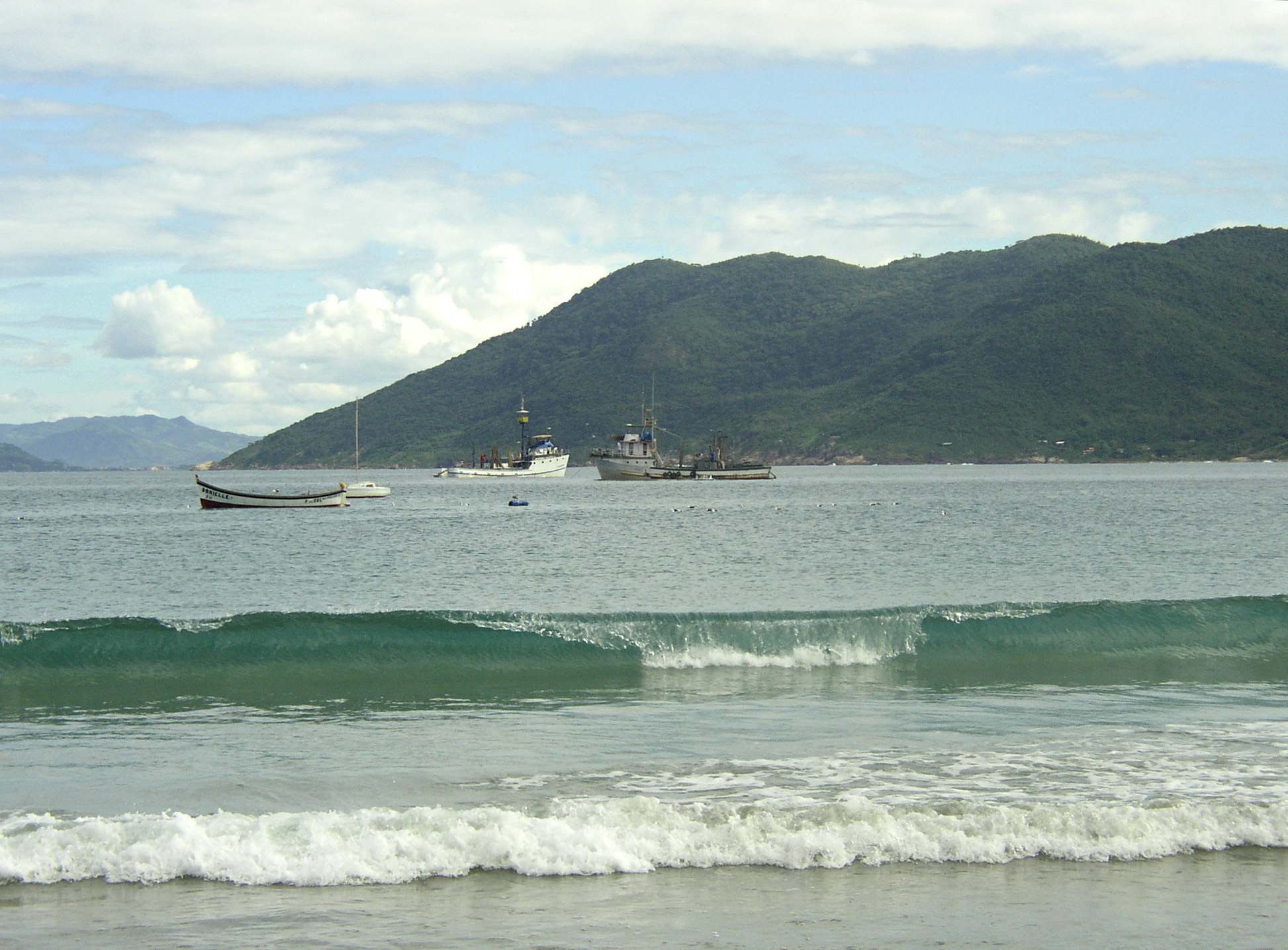
Strand mit Fischerbooten in Pântano do Sul, im Süden der Insel

Die früher vorherrschende ländliche Struktur der Insel wird heute in der Hauptsaison mehr und mehr vom Massentourismus geprägt. Auf der Insel Santa Catarina gibt es mehr als vierzig Strände. Darunter sind ruhige Buchten wie der Praia dos Ingleses und – auf der dem offenen Meer zugewandten Seite – Strände mit wilder Brandung wie der Surfer-Strand Praia da Joaquina. Florianópolis ist ein Urlaubsort für einheimische und ausländische Touristen (vor aus allem Argentinien und Uruguay), vorwiegend in der Ferienzeit der Südhalbkugel – den Sommermonaten von Dezember bis Februar.

## Sport

### Fußball
In der Ortschaft gibt es zwei große Fußballvereine, die bislang zusammen 32 der 89 Meistertitel des Bundesstaates gewinnen konnten.
- Avaí FC mit den Vereinsfarben blau und weiß. Der Verein spielt derzeit in der Série A, der ersten brasilianischen Liga. Avaí hat bislang dreizehn Meisterschaften des Bundesstaates gewonnen. Das Stadion befindet sich im Südosten der Insel in der Nähe des Flughafens Hercílio Luz.

- Figueirense FC (Spitzname 'Figueira') mit den Vereinsfarben schwarz und weiß. Von 2002 bis 2008 sowie zwischen 2011 und 2012 spielte der Verein in der ersten brasilianischen Liga (Série A). Figueira hat bislang fünfzehn Titel des Bundesstaates gewonnen. Das Stadion befindet sich auf dem Kontinent im Stadtteil Estreito.

### Triathlon
Der Ironman Brasil ist ein seit 2000 jährlich im Mai hier stattfindender Triathlon-Wettkampf auf der Langdistanz (3,86 km Schwimmen, 180,2 km Radfahren und 42,195 km Laufen) und mit dem Ironman 70.3 Florianópolis wurde 2018 auch ein Rennen auf der Mitteldistanz eingeführt.

## Bildung
Im Ort befinden sich die Bundesuniversität Universidade Federal de Santa Catarina (UFSC) und die Staatsuniversität Santa Catarina (UDESC).

## Religion
- Erzbistum Florianópolis

## Medien
In der Stadt erscheint die Tageszeitung Diário Catarinense.
Die Zeitung "ND" ist derzeit die einzige gedruckte Zeitung in Florianópolis.

## Panorama

### Städtepartnerschaften
Der Ort hat Städtepartnerschaften mit
- Córdoba, Argentinien, seit 1993
- Havanna, Kuba
- Ibiza, Spanien
- Roanoke (Virginia), Vereinigte Staaten
- Swakopmund, Namibia[6]
- Ponta Delgada, Azoren, Portugal
- Praia da Vitória, Azoren, Portugal, seit 1993
- Angra do Heroísmo, Azoren, Portugal, seit 1994[7]

## Söhne und Töchter der Stadt
- Victor Meirelles (1832–1903), Maler
- Eduardo Duarte e Silva (1852–1924), Bischof von Goiás und Uberaba
- Cruz e Sousa (1861–1898), Schriftsteller
- Wilson Laus Schmidt (1916–1982), Bischof von Chapecó
- Francisco José Pereira (1933–2012), Schriftsteller
- Márcio Paulo de Oliveira Dias (* 1938), Diplomat
- Luiz Henrique Rosa (1938–1985), Bossa-Nova-Sänger und -Komponist
- Neuza Borges (* 1941), Schauspielerin
- Gilberto da Silva (* 1965), lutherischer Theologe
- Cabo Daciolo (* 1979), Politiker

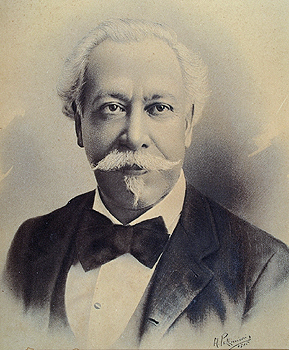
Victor Meirelles
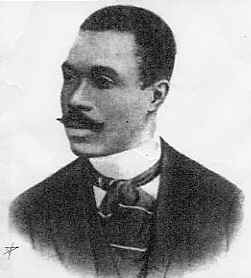
Cruz e Sousa
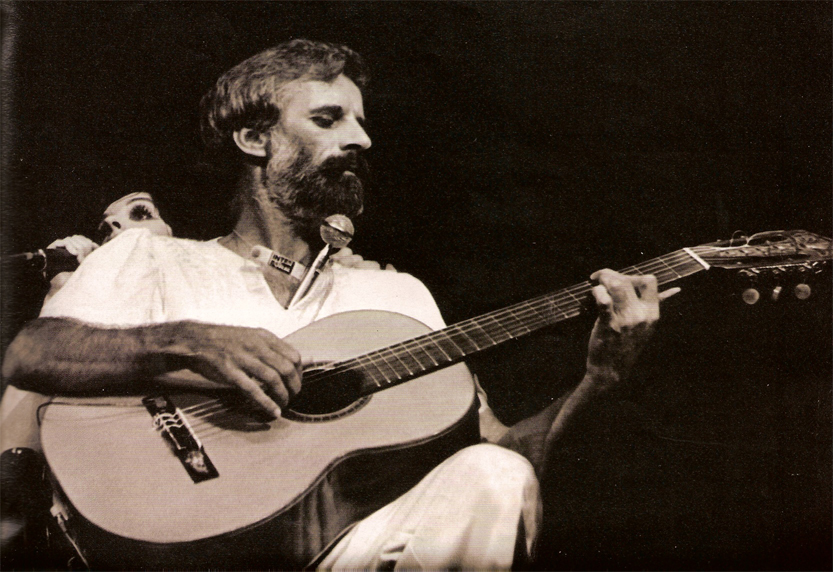
Luiz Henrique Rosa

In Florianópolis geborene Sportler:
- Adhemar Grijó Filho (1931–2020), Schwimmer und Wasserballspieler
- Fernando Scherer (* 1974), Schwimmer
- Gustavo Kuerten (* 1976), Tennisspieler
- Arthur Henrique Bernhardt (* 1982), Fußballspieler
- Fabiana Beltrame (* 1982), Ruderin
- Maria Fernanda Alves (* 1983), Tennisspielerin
- Douglas da Silva (* 1984), Fußballspieler
- Guilherme Siqueira (* 1986), Fußballspieler
- Jardel Nivaldo Vieira (* 1986), Fußballspieler
- Gilberto Fortunato (* 1987), Fußballspieler
- Douglas (* 1988), Fußballspieler
- Victor Sarkis (* 1991), Snookerspieler
- Alvino Volpi Neto (* 1992), Fußballspieler
- Pedro Barros (* 1995), Skateboarder
- Thiago Henrique (* 1995), Fußballspieler
- Lucas Lovat (* 1997), Fußballspieler
- Arthur Chaves (* 2001), Fußballspieler

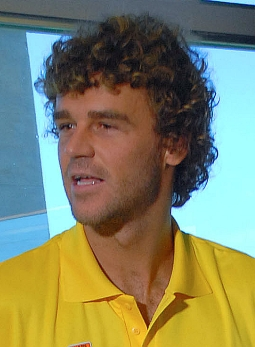
Gustavo Kuerten
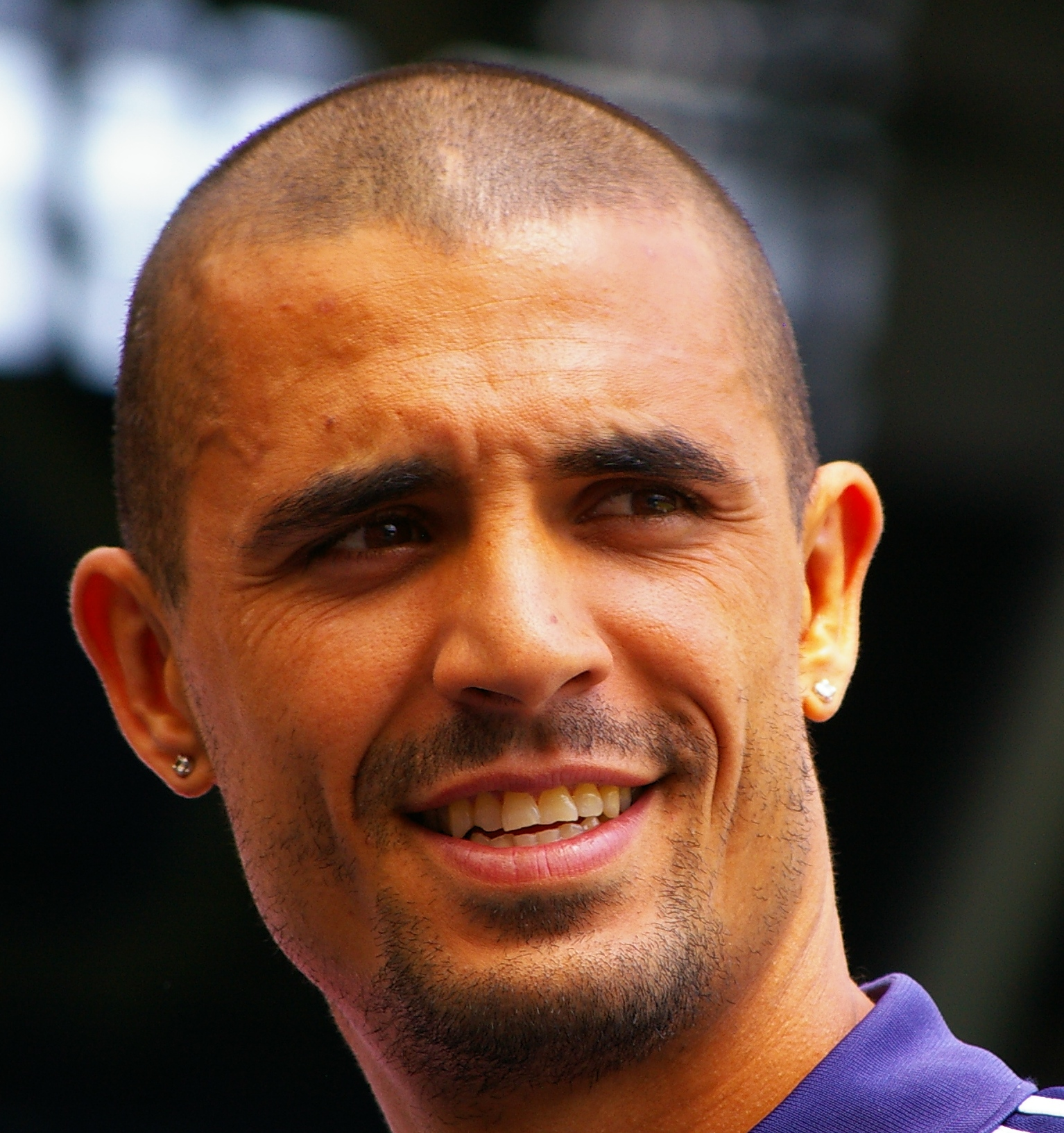
Douglas da Silva
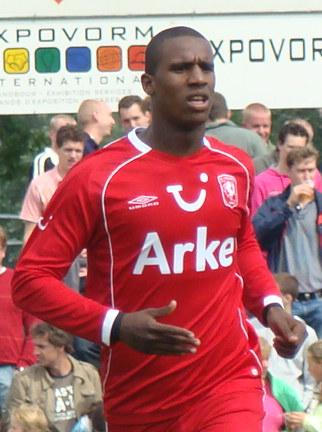
Douglas Franco Teixeira

## Klimatabelle
|                       | Jan  | Feb  | Mär  | Apr  | Mai  | Jun  | Jul  | Aug  | Sep  | Okt  | Nov  | Dez  |   |      |
| Mittl. Tagesmax. (°C) | 28,2 | 28,1 | 27,5 | 25,1 | 23,0 | 21,3 | 20,1 | 20,6 | 21,1 | 22,5 | 24,3 | 26,5 | ⌀ | 24   |
| Mittl. Tagesmin. (°C) | 21,7 | 21,8 | 21,3 | 18,7 | 16,6 | 15,1 | 13,7 | 14,3 | 15,1 | 17,0 | 18,4 | 20,2 | ⌀ | 17,8 |
|                       |      |      |      |      |      |      |      |      |      |      |      |      |   |      |
| Niederschlag (mm)     | 172  | 164  | 140  | 133  | 107  | 79   | 74   | 88   | 105  | 121  | 112  | 107  | Σ | 1402 |
|                       |      |      |      |      |      |      |      |      |      |      |      |      |   |      |
| Sonnenstunden (h/d)   | 6,2  | 4,7  | 6,0  | 5,6  | 5,8  | 5,3  | 5,8  | 5,8  | 4,7  | 4,8  | 5,7  | 6,6  | ⌀ | 5,6  |
|                       |      |      |      |      |      |      |      |      |      |      |      |      |   |      |
| Regentage (d)         | 14   | 12   | 11   | 12   | 10   | 9    | 9    | 10   | 12   | 13   | 11   | 13   | Σ | 136  |
|                       |      |      |      |      |      |      |      |      |      |      |      |      |   |      |
| Luftfeuchtigkeit (%)  | 81   | 82   | 82   | 82   | 83   | 83   | 84   | 83   | 83   | 81   | 80   | 80   | ⌀ | 82   |

| 21,7 |

| 21,8 |

| 21,3 |

| 18,7 |

| 16,6 |

| 15,1 |

| 13,7 |

| 14,3 |

| 15,1 |

| 17,0 |

| 18,4 |

| 20,2 |

| 21,7 |

| 21,8 |

| 21,3 |

| 18,7 |

| 16,6 |

| 15,1 |

| 13,7 |

| 14,3 |

| 15,1 |

| 17,0 |

| 18,4 |

| 20,2 |